# Hafenklang

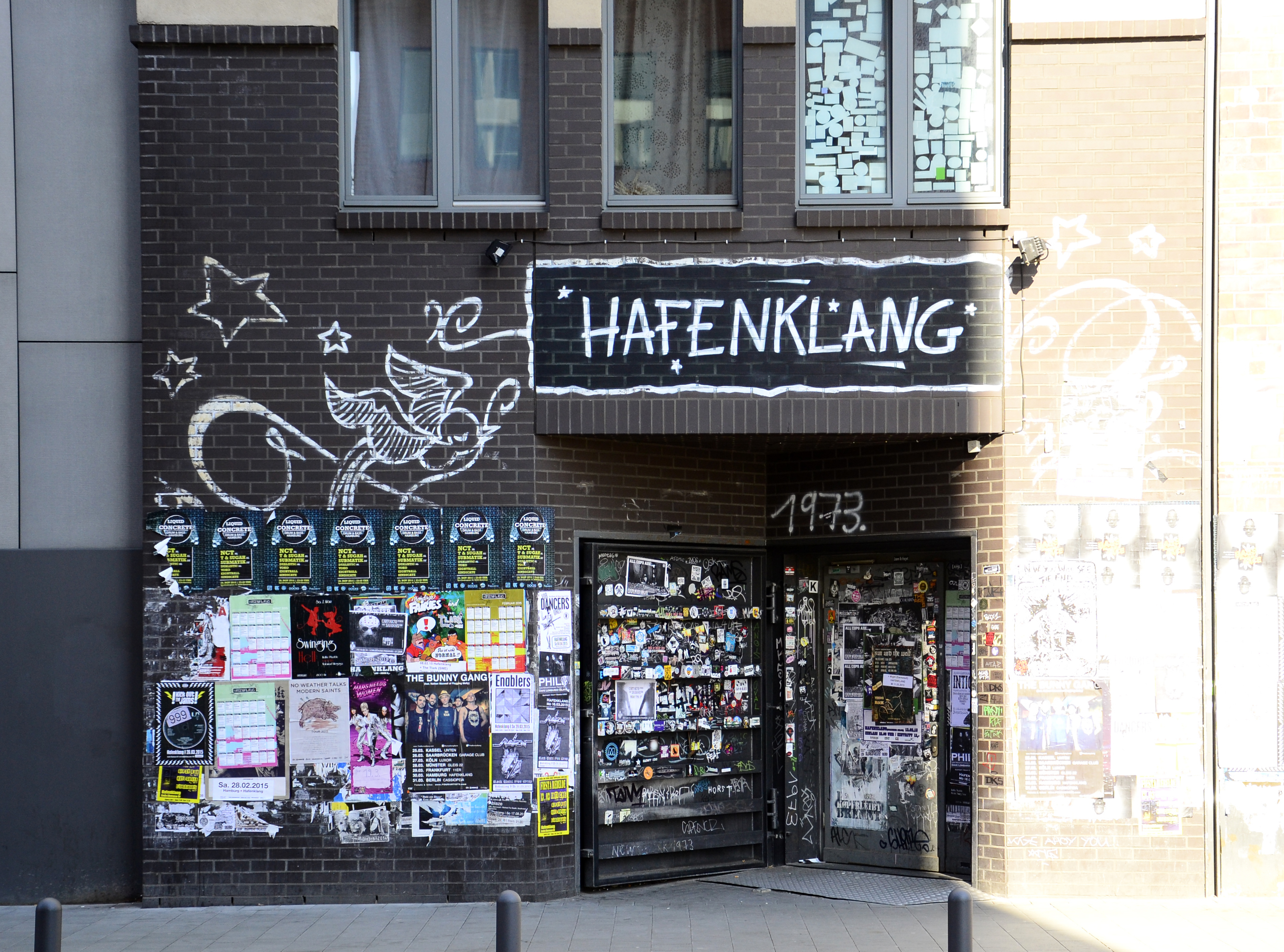
Der Eingang des Hafenklang

Das Hafenklang ist ein Liveclub in Hamburg mit zwei großen Konzerträumen und einer Bar.

## Geschichte
Das Haus wurde 1890 erbaut und diente als Stallgebäude für die Straßenbahnpferde der ehemaligen Hamburger Hafenbahn. In den 1970er Jahren hatte sich das Hafenklang, gegründet von Herbert Böhme, als Musikstudio und Künstlertreff etabliert, da dort das erste 24-Spur-Studio der Stadt eingerichtet wurde. Udo Lindenberg, Einstürzende Neubauten, Jerry Manga und andere Künstler nahmen dort ihre ersten Tonträger auf. Heutzutage stehen neben Konzerten kleiner und unbekannterer Bands der Metal-, Rock-, Punk- und Elektroszenen auch zahlreiche Partys auf dem Programm. Im Konzertraum im ersten Stock, dem „Goldenen Salon“, hat man die Möglichkeit, Speisen zu sich zu nehmen. Dort findet auch der Punkerstammtisch statt. 
1997 wurde das Hafenklang durch massiven Protest vor dem Abriss gerettet. 2007 und 2008 zog der Club umbaubedingt in Räumlichkeiten an der Großen Bergstraße in Altona-Altstadt, danach zurück in das Gebäude an der Großen Elbstraße, das um drei Etagen aufgestockt worden war und nun zusätzlich den „Goldenen Salon“ und Büros beherbergte.

## Produktionen im Hafenklang-Studio (Auswahl)
- A Place To Bury Strangers: Loud and Live in 2012 (LP, Album, Blu-ray Disk) (2013)
- Abwärts: Computerstaat (1980)
- Abwärts: Amok Koma (1980)
- Abwärts: Der Westen ist einsam (1982)
- Bernd Begemann: Solange die Rasenmäher singen (Album) (1994)
- Bernd Begemann: Sag Hallo zur Hölle (CD, Album) (2000)
- Boytronic: The Working Model (Album) (1983 + 1996)
- Boytronic: The Continental (LP, Album, Blu-ray Disc) (1985)
- Boytronic: The Working Model (Album) (2003)
- Buttocks: Vom Derbsten (7" Single, EP) (1980)
- B. Sharp: Same (LP) (1982)
- Dave Morrison Band: Someone's in My Kitchen (CD, Album) (1982 + 1988)
- Anna Depenbusch: Die Mathematik der Anna Depenbusch (CD, Album) (2011)
- Detlef Diederichsen: Volkskunst aus dem Knabengebirge (LP, Album) (1982)
- Die Priester: Spiritus Dei (CD, Album) (2011)
- Der Favorit: Mea culpa (7" Single) (1981)
- ElbtonalPercussion Feat. Christopher Dell: Drumtronic (CD, Album) (2003)
- Einstürzende Neubauten: Kollaps (CD, Album) (1998)
- Einstürzende Neubauten: Kalte Sterne - Early Recordings (CD, Kompaktkassette) 	(2004)
- Extrabreit: Jeden Tag - Jede Nacht (CD, Album) (1996)
- Lea Finn: One Million Songs (CD, Album) (2003)
- Niels Frevert: Paradies der gefälschten Dinge (LP, Album + CD, Album) (2014)
- Front: Alternativ / City West (7" Single) (1980)
- Front: Georg (7" EP) (1981)
- Nick Gravenites-John Cipollina Band: Monkey Medicine (CD-R, Album)
- Holger Hiller: Oben im Eck / Ein Bündel Fäulnis in der Grube (CD, Kompaktkassette) (1986)
- Holger Hiller: Oben im Eck (LP, Album) (1986)
- Ina Müller: 48 (Album) (2013)

- Ina Müller: Ich bin die (Album) (2016)
- Inbase: Christine (12", Maxi) (1984)
- Jam Today: Jam Today (7" EP) (1991)
- Jetzmann: Hölderlin: Unter die Deutschen (CD-R, Mini-Disk) (2007)
- Desiree Klaeukens: Wenn die Nacht den Tag verdeckt (CD, Album) (2014)
- Maxim Rad: This One's a Killer (CD, Album) (1995)
- Mona Mur: Jeszcze Polska (12" Maxisingle) (1982  )
- Mr. Circle: Thi Nam (LP) (1981)
- Noise Annoys: My Mummy (7" Single) (1989)
- Jon Flemming Olsen: Immer wieder weiter (CD, Album) (2014)
- Palais Schaumburg: Rote Lichter / Macht mich glücklich wie nie (7" Single) (1980)
- Palais Schaumburg: Same (LP, Album) (1981 +2002)
- Palais Schaumburg: Das Single Kabinett (12", Mini-Album) (1982)
- Punkenstein: Oh, du schöne Maid (7" Single) (1981)
- Quarks: Vergiss (CD, Maxi) (2002)
- Razors: Tommies Gang (7", Single) (1981)
- Razors: Banned Punx (12" Maxi) (1982)
- Rainer Baumann Band: To Jeff (12", Maxi) (1982)
- Rainer Baumann Band: Same Thing (LP, Album) (1983)
- Michy Reincke: Nach ganz oben (CD, Single) (1999)
- Jan Sievers: Abgeliebt (CD, Album) (2010)
- Christina Stürmer: In dieser Stadt (CD, Album) (2009)
- Surplus Stock: Let's Kill Each Other (7" Single) (1982)
- Trading Gods for Happiness: There Must Be Music with Beat (7", EP) (1990)
- Various: Lieber zuviel als zuwenig (LP, Comp + 7", Single, Ltd) (1981)
- X Mal Deutschland: Fetisch (CD, Album) (2003)
- X Mal Deutschland: Incubus Succubus (1982)
- X Mal Deutschland: Qual (12", Single) (1983)
- X Mal Deutschland: Fetisch (Album) (1986)